# Bela Reka (Šabac)
Pour les articles homonymes, voir Bela Reka.
Bela Reka (en serbe cyrillique : Бела Река) est un village de Serbie situé sur le territoire de la ville de Šabac, district de Mačva. Au recensement de 2011, il comptait 809 habitants.

## Démographie

### Évolution historique de la population
| 1948  | 1953  | 1961  | 1971  | 1981  | 1991  | 2002 | 2011 |
| ----- | ----- | ----- | ----- | ----- | ----- | ---- | ---- |
| 1 333 | 1 335 | 1 256 | 1 148 | 1 133 | 1 048 | 917  | 809  |

|  |